# Фердо Шишић
Фердо Шишић (Винковци, 9. март 1869 — Загреб, 21. јануар 1940) је био хрватски историчар.

## Биографија
Шишићев научни рад претежно се односи на средњовековну хрватску историју иако је велики број студија и критичких збирки грађе посветио и новијој хрватској и уопште југословенској историји. Његово критичко издање Летописа попа Дукљанина и данас се сматра за узорно научно дело. Учествовао је као један од стручњака на Конференцији мира у Паризу.
Међу најзначајнија његова дела убраја се преглед хрватске историје Hrvatska povijest I—III (1906, 1908, 1913) као и Pregled povijesti hrvatskog naroda od najstarijih dana do god. 1873 (1916) и Povijest Hrvata za kraljeva iz doma Arpadovića.

## Одабрана дела
- Шишић, Фердо, ур. (1928). Летопис Попа Дукљанина. Београд-Загреб: Српска краљевска академија.